# Przeklęta woda
Przeklęta woda (ang. Night Swim) – amerykański horror z 2024 roku w reżyserii Bryce'a McGuire'a. Jest pełnometrażową wersją 4-minutowego filmu Night Swim z 2014 roku spod reżyserii tego samego twórcy. Film miał premierę kinową 6 stycznia 2024 roku, a na ekrany polskich kin trafił 1 marca 2024 roku.

## Fabuła
Ray Waller, były baseballista, który przedwcześnie zakończył karierę z powodów zdrowotnych, razem z żoną i dwójką dzieci przeprowadza się do nowego domu. Mężczyzna ma nadzieję, że znajdujący się na posesji basen nie tylko okaże się ciekawą atrakcją dla dzieciaków, ale także pozwoli mu na powrót do sportu. Okazuje się jednak, że sekrety z mrocznej przeszłości domu uwalniają złowrogą siłę poprzez zbiornik wodny.

## Obsada
- Wyatt Russell jako Ray Waller
- Kerry Condon jako Eve Waller
- Amélie Hoeferle jako Izzy Waller
- Gavin Warren jako Elliot Waller
- Jodi Long jako Lucy Summers
- Nancy Lenehan jako Kay
- Eddie Martinez jako trener E
- Elijah J. Roberts jako Ronin
- Rahnuma Panthaky jako dr Sridhar
- Ellie Araiza jako Angel
- Ayazhan Dalabayeva jako Rebecca
- Joziah Lagonoy jako Tommy
- Aivan Uttapa jako Ty[1]

## Produkcja
Okres zdjęciowy trwał od 13 marca do 1 maja 2023 roku. Zdjęcia do filmu kręcono w Kalifornii na terenie Los Angeles, Santa Clarita oraz w domu przy 1814 Midlothian Dr w Altadenie.

## Odbiór

### Box office
Budżet filmu jest szacowany na 15 milionów dolarów. W Stanach Zjednoczonych film zarobił 32,5 mln USD, natomiast w innych krajach przychody wyniosły około 21,5 mln, co przenosi się na łączny przychód ze sprzedaży biletów w wysokości blisko 54 milionów dolarów.

### Reakcja krytyków
Film spotkał się z negatywną reakcją krytyków. W agregatorze recenzji Rotten Tomatoes 21% z 165 recenzji uznano za pozytywne, a średnia ocen wyniosła 4,3 na 10. Z kolei w agregatorze Metacritic średnia ważona ocen z 32 recenzji wyniosła 43 punkty na 100.